# Katanshya
Katanshya è un ward dello Zambia, parte della Provincia di Luapula e del Distretto di Samfya.